# Храстина Самоборска
Храстина Самоборска је насељено место у саставу Града Самобора у Загребачкој жупанији, Хрватска. До територијалне реорганизације у Хрватској налазила се у саставу старе загребачке приградске општине Самобор.

## Становништво
На попису становништва 2011. године, Храстина Самоборска је имала 837 становника.

## Попис1991.
На попису становништва 1991. године, насељено место Храстина Самоборска је имало 645 становника, следећег националног састава:
| Попис 1991.‍  | Попис 1991.‍  | Попис 1991.‍ | Попис 1991.‍ | Попис 1991.‍ |
| ------------ | ------------ | ----------- | ----------- | ----------- |
|              |              |             |             |             |
| Хрвати       | Хрвати       |             | 625         | 96,89%      |
| Југословени  | Југословени  |             | 5           | 0,77%       |
| Словенци     | Словенци     |             | 2           | 0,31%       |
| Срби         | Срби         |             | 2           | 0,31%       |
| Муслимани    | Муслимани    |             | 1           | 0,15%       |
| Русини       | Русини       |             | 1           | 0,15%       |
| неопредељени | неопредељени |             | 7           | 1,08%       |
| непознато    | непознато    |             | 2           | 0,31%       |
| укупно: 645  |              |             |             |             |